# كامو مالو

### كامو مالو
الاسم: كامو مالو
تاريخ الميلاد: 1963
الجنسية: بوركينية

#### مسيرته الكروية
خلال مسيرته الكروية، لعب مالو لنادي واغادوغو ونادي إيتوال فيلانتي. كانت هذه الأندية تعتبر من الأندية البارزة في بوركينا فاسو التي ساهمت في تطور كرة القدم المحلية.

#### مسيرته التدريبية
- في عام 2010، بعد تدريب نادي ماجستيك إف سي، تم تعيين مالو مدربًا لنادي رايل كلوب دو كاديوغو.
- بعد فترة ثلاث سنوات، انتقل مالو إلى اتحاد سونابل الرياضي، حيث عمل على تطوير مستوى الفريق.
- في عام 2015، عاد مالو إلى كاديوغو مرة أخرى. خلال فترته الثانية في النادي، قاد الفريق لتحقيق نجاحات ملحوظة، حيث تمكن من الفوز بلقبين في الدوري الممتاز في بوركينا فاسو في عامي 2016 و2017.
- في يوليو 2019، تم تعيين مالو مديرًا لفريق منتخب بوركينا فاسو، حيث أبدى التزامًا كبيرًا في تحسين أداء الفريق على الساحة الدولية.[3]